# Liste der Klinikschulen in Nordrhein-Westfalen
In Nordrhein-Westfalen gibt es 38 Klinikschulen.

## Liste der Schulen
| Schulnummer | Schulform    | Schulname                                                                            | Anschrift                    | PLZ   | Ort            | Website | Schülerinnen und Schüler | Anm.   |
| ----------- | ------------ | ------------------------------------------------------------------------------------ | ---------------------------- | ----- | -------------- | ------- | ------------------------ | ------ |
| 155135      | Klinikschule | Janusz-Korczak-Schule - Schule für Kranke der StädteRegion Aachen                    | Neuenhofer Weg 21a           | 52074 | Aachen         | Website | 77                       | [ 1 ]  |
| 189674      | Klinikschule | Klinikschule des Kreises Minden-Lübbecke                                             | Oexen 27                     | 32549 | Bad Oeynhausen | Website | 57                       | [ 2 ]  |
| 190172      | Klinikschule | Schule im Klinikum - Klinikschule des Kreises Lippe                                  | Heldmanstr. 45               | 32108 | Bad Salzuflen  | Website | 67                       | [ 3 ]  |
| 192387      | Klinikschule | Klinikschule An der Rosenau                                                          | Lütgenweg 2                  | 59505 | Bad Sassendorf | Website | 81                       | [ 4 ]  |
| 194190      | Klinikschule | LVR-Paul-Moor-Schule                                                                 | Bahnstr. 6                   | 47551 | Bedburg-Hau    | Website | 67                       | [ 5 ]  |
| 187940      | Klinikschule | Dothanschule Klinikschule                                                            | Maraweg 19–21                | 33617 | Bielefeld      | Website | 60                       | [ 6 ]  |
| 189546      | Klinikschule | Ferdinand-Krüger-Schule                                                              | Axstr. 35                    | 44879 | Bochum         | Website | 67                       | [ 7 ]  |
| 154088      | Klinikschule | Paul-Martini-Schule                                                                  | Kaiser-Karl-Ring 40a         | 53111 | Bonn           | Website | 96                       | [ 8 ]  |
| 188967      | Klinikschule | Erich-Kästner-Schule Borken-Gronau                                                   | Landwehr 105                 | 46325 | Borken         | Website | 25                       | [ 9 ]  |
| 188906      | Klinikschule | Mira-Lobe-Schule                                                                     | Südring 41                   | 48653 | Coesfeld       | Website | 24                       | [ 10 ] |
| 187239      | Klinikschule | Klinikschule in priv. Trägerschaft an der Vestischen Kinder- u. Jugendklinik Datteln | Dr.-Friedrich-Steiner-Str. 5 | 45711 | Datteln        | Website | 73                       | [ 11 ] |
| 187483      | Klinikschule | Frida-Kahlo-Schule                                                                   | Beurhausstr. 45              | 44137 | Dortmund       | Website | 49                       | [ 12 ] |
| 197439      | Klinikschule | Schule am Haus Walstedde                                                             | Röwenkamp 3                  | 48317 | Drensteinfurt  | Website | 73                       | [ 13 ] |
| 187057      | Klinikschule | Sonnenschule                                                                         | Krefelder Str. 311a          | 47229 | Duisburg       | Website | 36                       | [ 14 ] |
| 188955      | Klinikschule | Schule für Kranke des Kreises Düren                                                  | Hospitalstr. 44              | 52353 | Düren          | Website | 24                       | [ 15 ] |
| 186600      | Klinikschule | Alfred-Adler-Schule                                                                  | Moorenstr. 5                 | 40225 | Düsseldorf     | Website | 96                       | [ 16 ] |
| 188979      | Klinikschule | Ruhrlandschule                                                                       | Holsterhauser Str. 151       | 45147 | Essen          | Website | 134                      | [ 17 ] |
| 187320      | Klinikschule | Schule am Berger See                                                                 | Adenauerallee 30             | 45894 | Gelsenkirchen  | Website | 28                       | [ 18 ] |
| 194773      | Klinikschule | Anna-Freud-Schule                                                                    | Kaiserstr. 150               | 51643 | Gummersbach    | Website | 26                       | [ 19 ] |
| 100057      | Klinikschule | Frida-Kahlo-Schule                                                                   | Im Füchtei 148               | 33334 | Gütersloh      |         | 24                       | [ 20 ] |
| 157533      | Klinikschule | LWL-Klinikschule Hamm - Schule im Heithof                                            | Heithofer Allee 64           | 59071 | Hamm           | Website | 155                      | [ 21 ] |
| 193069      | Klinikschule | Klinikschule der VAMED Klinik Hattingen GmbH                                         | Am Hagen 20                  | 45527 | Hattingen      |         | 27                       | [ 22 ] |
| 156796      | Klinikschule | Schule am Heiligenberg                                                               | Brenkhäuser Str. 71 b        | 37671 | Höxter         |         | 12                       | [ 23 ] |
| 100155      | Klinikschule | Klinikschule im Rhein-Erft-Kreis                                                     | Zum Konraderhof 5            | 50354 | Hürth          | Website | 56                       | [ 24 ] |
| 185036      | Klinikschule | Christophorusschule                                                                  | Lutherplatz 40               | 47805 | Krefeld        | Website | 23                       | [ 25 ] |
| 195170      | Klinikschule | Hilde-Domin-Schule                                                                   | Florentine-Eichler-Str. 1a   | 51067 | Köln           | Website | 62                       | [ 26 ] |
| 154143      | Klinikschule | Städt. Johann-Christoph-Winters-Schule                                               | Lindenburger Allee 38        | 50931 | Köln           | Website | 115                      | [ 27 ] |
| 188815      | Klinikschule | Michael-Ende-Schule                                                                  | Paulmannshöher Str. 14       | 58515 | Lüdenscheid    | Website | 40                       | [ 28 ] |
| 156334      | Klinikschule | LWL-Klinikschule Marl-Sinsen - Schule in der Haard                                   | Halterner Str. 525           | 45770 | Marl           | Website | 152                      | [ 29 ] |
| 157922      | Klinikschule | LWL-Klinikschule Marsberg - Schule am Bomberg                                        | Bredelarer Str. 33           | 34431 | Marsberg       | Website | 80                       | [ 30 ] |
| 155925      | Klinikschule | Helen-Keller-Schule                                                                  | Schmeddingstr. 54            | 48149 | Münster        | Website | 169                      | [ 31 ] |
| 100062      | Klinikschule | Klinikschule Paderborn                                                               | Am Ostfriedhof 10            | 33098 | Paderborn      |         | 41                       | [ 32 ] |
| 188785      | Klinikschule | Heinrich-Hoffmann-Schule                                                             | Frankenburgstr. 31           | 48431 | Rheine         | Website | 40                       | [ 33 ] |
| 188013      | Klinikschule | Astrid-Lindgren-Schule                                                               | Arnold-Janssen-Str. 29       | 53757 | Sankt Augustin |         | 47                       | [ 34 ] |
| 156073      | Klinikschule | Schule im Sankt-Josef-Stift                                                          | Westtor 7                    | 48324 | Sendenhorst    | Website | 37                       | [ 35 ] |
| 195315      | Klinikschule | Klinikschule in freier Trägerschaft                                                  | Wellersbergstr. 60           | 57072 | Siegen         |         | 34                       | [ 36 ] |
| 187100      | Klinikschule | Andreas-Fröhlich-Schule                                                              | Zimmerplatz 1                | 59425 | Unna           |         | 41                       | [ 37 ] |
| 153588      | Klinikschule | LVR-Hanns-Dieter-Hüsch-Schule                                                        | Horionstr. 14                | 41749 | Viersen        | Website | 192                      | [ 38 ] |